# Ū̱
Ū̱ (minuscule : ū̱), appelé U macron macron souscrit, est une lettre latine utilisée dans l’écriture du kiowa.

## Utilisation
En kiowa écrit avec l’orthographe McKenzie, le ‹ Ū̱, ū̱ › représente le même son que la lettre U, le macron souscrit indiquant la nasalisation et le macron suscrit indiquant une voyelle longue.

## Usage informatique
Le U macron macron souscrit peut être représenté avec les caractères Unicode suivants : 
- précomposé et normalisé NFC (latin étendu A, diacritiques) :

| formes    | représentations | chaînes de caractères | points de code | descriptions                                                 |
| --------- | --------------- | --------------------- | -------------- | ------------------------------------------------------------ |
| capitale  | Ū̱               | Ū◌̱                    | U+016A U+0331  | lettre majuscule latine u macron diacritique macron souscrit |
| minuscule | ū̱               | ū◌̱                    | U+016B U+0331  | lettre minuscule latine u macron diacritique macron souscrit |

- décomposé et normalisé NFD (latin de base, diacritiques) :

| formes    | représentations | chaînes de caractères | points de code       | descriptions                                                             |
| --------- | --------------- | --------------------- | -------------------- | ------------------------------------------------------------------------ |
| capitale  | Ū̱               | U◌̱◌̄                   | U+0055 U+0331 U+0304 | lettre majuscule latine u diacritique macron souscrit diacritique macron |
| minuscule | ū̱               | u◌̱◌̄                   | U+0075 U+0331 U+0304 | lettre minuscule latine u diacritique macron souscrit diacritique macron |